# Campeonato del Mundo de patinaje de velocidad en línea 2003
El Campeonato Mundial de patinaje de velocidad en línea de 2003 tuvo lugar del 2 al 9 de noviembre de 2003 en Barquisimeto, Venezuela. Fue el la primera ocasión que la que Venezuela organizó el campeonato mundial.

## Mujeres
| Distancia                   | Oro                                                    | Plata            | Bronce                             |
| Pista                       | Pista                                                  | Pista            | Pista                              |
| --------------------------- | ------------------------------------------------------ | ---------------- | ---------------------------------- |
| 300 m Contrarreloj          | Andrea González                                        | Julie Glass      | Berenice Moreno                    |
| 500 m Sprint                | Valentina Belloni                                      | Jessica Smith    | Erika Zanetti                      |
| 1.000 m Sprint              | Julie Glass                                            | Andrea González  | Berenice Moreno                    |
| 10.000 m Puntos/Eliminación | Hyo-Sook Woo                                           | Kimberlee Butler | Yi-Chin Pan                        |
| 15.000 m Eliminación        | Theresa Cliff                                          | Alexandra Vivas  | Nathalie Barbotin                  |
| 5.000 m Relevos             | Estados Unidos Julie Glass Jessica Smith Theresa Cliff | Colombia         | República de China                 |
| Ruta                        |                                                        |                  |                                    |
| 200 m Contrarreloj          | Andrea González                                        | Julie Glass      | Valentina Belloni Jennifer Caicedo |
| 500 m Sprint                | Jennifer Caicedo                                       | Theresa Cliff    | Jessica Smith                      |
| 10.000 m Puntos             | Julie Glass                                            | Brigitte Méndez  | Simona Di Eugenio                  |
| 20.000 m Eliminación        | Theresa Cliff                                          | Brigitte Méndez  | Julie Glass                        |
| 10.000 m Relevos            | Estados Unidos                                         | Colombia         | Argentina                          |
| Larga distancia             |                                                        |                  |                                    |
| 42.195 m Marathon           | Theresa Cliff                                          | Jessica Smith    | Yi-Chin Pan                        |

## Hombres
| Distancia                   | Oro                                                      | Plata               | Bronce           |
| Pista                       | Pista                                                    | Pista               | Pista            |
| --------------------------- | -------------------------------------------------------- | ------------------- | ---------------- |
| 300 m Contrarreloj          | Kalon Dobbin                                             | Gregorio Duggento   | Steve Carter     |
| 500 m Sprint                | Fabián Arcila                                            | Luca Presti         | Kalon Dobbin     |
| 1.000 m Sprint              | Jordan Malone                                            | Michael Byrne       | Kalon Dobbin     |
| 10.000 m Puntos/Eliminación | Jordan Malone                                            | Matteo Amabili      | Shane Dobbin     |
| 15.000 m Eliminación        | Massimiliano Presti                                      | Pascal Briand       | Luca Presti      |
| 5.000 m Relevos             | Venezuela · Daniel Álvarez · José Bastidas · José Ibáñez | Chile               | Australia        |
| Ruta                        |                                                          |                     |                  |
| 200 m Contrarreloj          | Gregorio Duggento                                        | Kalon Dobbin        | Luca Saggiorato  |
| 500 m Sprint                | Jordan Malone                                            | Luca Saggiorato     | Juan Nayib Tobón |
| 10.000 m Puntos             | Luca Presti                                              | Jordan Malone       | Pascal Briand    |
| 20.000 m Eliminación        | Pierdavide Romani                                        | Massimiliano Presti | Jordan Malone    |
| 10.000 m Relevos            | Estados Unidos                                           | Italia              | Francia          |
| Larga distancia             |                                                          |                     |                  |
| 42.195 m Marathon           | Massimiliano Presti                                      | Luca Presti         | Kalon Dobbin     |

## Medallero
| Pos. | País           | Oro | Plata | Bronce | Total |
| ---- | -------------- | --- | ----- | ------ | ----- |
| 1.   | Estados Unidos | 11  | 7     | 4      | 22    |
| 2.   | Italia         | 6   | 7     | 5      | 18    |
| 3.   | Argentina      | 2   | 1     | 1      | 4     |
| 4.   | Venezuela      | 2   | 0     | 0      | 2     |
| 5.   | Colombia       | 1   | 5     | 4      | 10    |
| 6.   | Nueva Zelanda  | 1   | 2     | 4      | 7     |
| 7.   | Corea del Sur  | 1   | 0     | 0      | 1     |
| 8.   | Francia        | 0   | 1     | 3      | 4     |
| 9.   | Chile          | 0   | 1     | 0      | 1     |
| 10.  | China Taipéi   | 0   | 0     | 3      | 3     |
| 11.  | Australia      | 0   | 0     | 1      | 1     |

- Datos: Q18625964